# Etykieta logistyczna
Etykieta logistyczna (ang. logistic label) – umieszczane są na niej informacje mające postać kodów kreskowych ogólnoświatowej organizacji GS1. Informacje te dotyczą towaru, na którym etykieta została umieszczona, może to być np. termin przydatności do spożycia, numer partii itp. Dodatkowo umieszcza się na niej: adresata i odbiorcę, nazwę towaru, liczbę opakowań jednostkowych w opakowaniu zbiorczym, dane producenta. Każda jednostka logistyczna może mieć tylko jedną zunifikowaną w skali globalnej etykietę logistyczną, zawierającą indywidualny numer SSCC.
Organizacja GS1 jest jedną z niewielu organizacją na świecie, która obejmuje swoim zasięgiem wszystkie bez wyjątku kraje świata. Jest to spowodowane specyfiką tej organizacji.
Obowiązkowym elementem każdej etykiety logistycznej jest SSCC – Seryjny Numer Jednostki Wysyłkowej. Zawiera on:
- identyfikator zastosowania – w przypadku numeru SSCC jest to zawsze "0";
- cyfra uzupełniająca – przyjmuje wartość od 0 do 9, wartość tę nadaje przedsiębiorstwo tworzące etykietę logistyczną;
- prefiks firmy GS1 – składa się z trzycyfrowego kodu, który oznacza kraj pochodzenia, dla Polski jest to "590";
- oznaczenia jednostki – firma, która wytwarza dany produkt nadaje mu numer seryjny;
- cyfra kontrolna – uzyskuje się ją przez zastosowanie odpowiedniego algorytmu opracowanego przez organizację GS1.

Numer SSCC umieszczony na etykiecie jednostki logistycznej pozwala na śledzenie drogi przebytej przez jednostkę, jest on głównym nawigatorem zarówno dla firmy wytwarzającej, przewozowej jak i dla klienta, który wcześniej zamówił towar.
Etykieta logistyczna jest utworzona z trzech części:
- w górnej części znajdują się wszelkie informację marketingowe określające firmę, takie jak: logo, nazwa oraz dane kontaktowe;
- w środkowej części zawarte są informacje tekstowe (np. nazwa towaru) oraz interpretacje kodów;
- dolna część złożona jest z kodu kreskowego GS1-128

Dane zawarte na etykiecie logistycznej mogą występować w dwóch podstawowych formach: 
1. Tekst i grafika (non-HRI.) Podstawowe informacje przeznaczone do odczytu przez ludzi, które zawierają dane zakodowane w kodach kreskowych.
2. Kod kreskowy (HRI). Dane zakodowane w znakach graficznych, które przeznaczone są do odczytywania przez urządzenia z czytnikami kodów kreskowych.[4]

## Rozmiar etykiety logistycznej
Etykieta może mieć dowolny rozmiar. Wiele zależy od zakresu danych, jakie muszą być na niej umieszczone i rodzaju użytych kodów kreskowych. Najczęściej stosowane są następujące rozmiary: 
- etykieta A6 (kompaktowa)

wymiary: (105 mm x 148 mm) lub 4 x 6 cali, co jest szczególnie przydatne, gdy kodowany jest tylko SSCC (Seryjny Numer Jednostki Logistycznej) lub SSCC i ograniczona liczba dodatkowych danych.
- etykieta A5 (duża)

wymiary: (148 mm x 210 mm) lub 6 x 8 cali, stosowana gdy wymagane są dodatkowe dane dla jednostki handlowej. Wykorzystywana jest między innymi w etykietach paletowych.